# The Reaping (film, 1915, Burton L. King)
Pour les articles homonymes, voir The Reaping.
Pour plus de détails, voir Fiche technique et Distribution.
The Reaping est un film muet américain réalisé par Burton L. King et sorti en 1915.
En 1913, Burton L. King avait réalisé un film portant le même titre avec Walter Edwards, Louise Glaum et Leona Hutton, tandis que sortira en octobre 1915 un autre film produit par The Essanay Film Manufacturing Company et réalisé par E.H. Calvert, avec Lillian Drew, Camille D'Arcy, Richard Travers, portant encore ce même titre.

## Fiche technique
- Titre : The Reaping
- Réalisation : Burton L. King
- Scénario : Burton L. King
- Producteur : William Selig
- Société de production : Selig Polyscope Company
- Société de distribution : General Film Company
- Pays de production :  États-Unis
- Langue : Anglais
- Format : Noir et blanc — 35 mm — 1,33:1 — Muet
- Genre : Film dramatique
- Durée :
- Date de sortie : 
  - États-Unis : 3 mai 1915

## Distribution
- Robyn Adair : Robert Chambers
- Virginia Kirtley : madame Robert Chambers
- Ed Brady : Edward Gray
- Eugenie Forde : madame Edward Gray
- Otto Cytron : Robert Gray enfant